# Jurij Navrotskij
Jurij Navrotskij, känd under artistnamnet Uzari, född 11 maj 1991 i Minsk, är en Belarusisk sångare. År 2015 representerade han Belarus i Eurovision Song Contest 2015 tillsammans med artisten Maimuna. De kom på plats 12 i semifinalen och därmed inte gick vidare.

## Diskografi

### Singlar
- 2012 - First/Never-Ever
- 2015 - Time